# Atypus
Atypus ist eine Gattung der Familie der Tapezierspinnen. Zu dieser Gattung gehören 33 Arten, die in Asien, Nordafrika, den USA und in Europa von der Iberischen Halbinsel und Großbritannien bis zur Ukraine verbreitet sind. Drei Arten kommen auch in Mitteleuropa vor: A. affinis, A. muralis und  A. piceus. Die Gattung wurde 1804 von Pierre André Latreille aufgestellt.

## Merkmale und Lebensweise
Die Cheliceren der Gattung sind gerade nach vorne gerichtet und fast so groß wie der Vorderkörper (Prosoma). Die Spinnwarzen am Hinterleib sind deutlich sichtbar. Die Färbung ist dunkelbraun bis tiefschwarz. Die Weibchen erreichen eine Körperlänge von 10 bis 15 mm, Männchen werden etwa 10 mm groß.
Männchen haben eine Lebenserwartung von 3 bis 4 Jahren, Weibchen leben 8–10 Jahre. Wie alle Tapezierspinnen leben sie in Röhren, die mit Spinnseide ausgekleidet sind. Bei der Gattung Atypus bestehen diese aus einem unterirdischen, senkrechten Teil und einem oberirdischen Teil, der oft waagrecht auf dem Boden aufliegt, aber auch im Bogen oder sogar senkrecht an der Vegetation oder anderen Strukturen festgemacht sein kann. Tagsüber halten sich die Spinnen im unterirdischen Teil auf. Nachts sitzen sie im oberirdischen Teil; Arthropoden, die dann über die Röhre laufen, werden von innen mit den Cheliceren gegriffen und durch die Röhrenwand nach innen gezerrt. Das Loch wird später wieder verschlossen.

## Giftwirkung
Die in Mitteleuropa vorkommenden Tapezierspinnen sind nur gering giftig. Die Lokalsymptome können allerdings länger anhalten. Bekannt ist bisher nur ein Biss von Atypus affinis.

## Arten
Der World Spider Catalog listet für die Gattung Atypus aktuell 33 Arten. (Stand: August 2024)
- Atypus affinis Eichwald, 1830
- Atypus baotianmanensis Hu, 1994
- Atypus baotingensis Li, Xu, Zhang, Liu, Zhang & Li, 2018
- Atypus coreanus Kim, 1985
- Atypus dorsualis Thorell, 1897
- Atypus flexus Zhu, Zhang, Song & Qu, 2006
- Atypus formosensis Kayashima, 1943
- Atypus heterothecus Zhang, 1985
- Atypus javanus Thorell, 1890
- Atypus jianfengensis Li, Xu, Zhang, Liu, Zhang & Li, 2018
- Atypus karschi Dönitz, 1887
- Atypus lannaianus Schwendinger, 1989
- Atypus largosaccatus Zhu, Zhang, Song & Qu, 2006
- Atypus ledongensis Zhu, Zhang, Song & Qu, 2006
- Atypus magnus Namkung, 1986
- Atypus medius Oliger, 1999
- Atypus minutus Lee, Lee, Yoo & Kim, 2015
- Atypus muralis Bertkau, 1890
- Atypus pedicellatus Zhu, Zhang, Song & Qu, 2006
- Atypus piceus (Sulzer, 1776)
- Atypus quelpartensis Namkung, 2002
- Atypus sacculatus Zhu, Zhang, Song & Qu, 2006
- Atypus seogwipoensis Kim, Ye & Noh, 2015
- Atypus sinensis Schenkel, 1953
- Atypus sternosulcus Kim, Kim, Jung & Lee, 2006
- Atypus suiningensis Zhang, 1985
- Atypus suthepicus Schwendinger, 1989
- Atypus sutherlandi Chennappaiya, 1935
- Atypus suwonensis Kim, Kim, Jung & Lee, 2006
- Atypus tibetensis Zhu, Zhang, Song & Qu, 2006
- Atypus wataribabaorum Tanikawa, 2006
- Atypus wii Siliwal, Kumar & Raven, 2014
- Atypus yajuni Zhu, Zhang, Song & Qu, 2006

Die Arten A. abboti, A. niger und A. rufipes wurden in die verwandte Gattung Sphodros transferiert.